# Аргуэльес, Агустин
Агусти́н Аргуэ́льес А́льварес (исп. Agustín Argüelles Álvarez; 18 августа 1776, Рибадеселья — 26 марта 1844, Мадрид) — испанский юрист, дипломат, политик, один из лидеров либерального дворянства.

## Биография
Изучал право в Университете Овьедо. Во время революции 1808—1814 годов в Испании — депутат Кадисских кортесов. Один из наиболее активных составителей Кадисской конституции 1812 года, аболиционист. После реставрации абсолютизма в 1814 году Аргуэльес был сослан на каторгу, где пробыл до 1820 года. Освобождён восстанием Риего. Во время революции 1820—1823 годов был одним из лидеров партии модерадос. В 1820—1821 годах Аргуэльес был министром внутренних дел и фактически возглавлял конституционное правительство. Затем он подал в отставку, и в 1822—1823 годах был депутатом кортесов. В 1823 году из-за развернувшейся абсолютистской реакции Аргуэльес вынужден был эмигрировать в Англию. В 1834 году он вернулся в Испанию. Участвовал в написании конституции 1837 года.
В 1840 году возник вопрос о назначении регентов Изабеллы II, и Аргуэльес был одним из кандидатов на эту должность. В итоге единственным регентом стал Бальдомеро Эспартеро, однако Аргульес был назначен опекуном Изабеллы II и председателем парламента.
Аргуэльес отличался выдающимися ораторскими способностями, за что получил прозвище «Божественный».
Он также принадлежал к числу масонов, имел 33° и был державным великим командором, то есть главой состоявшего из державных верховных генеральных инспекторов Верховного совета для Испании Древнего и принятого шотландского устава.